# ابراهیم‌سرا
ابراهیم‌سرا روستایی است که در ۲۵ کیلومتری اتوبان رشت به لاهیجان در استان گیلان قرار گرفته‌است و با شهرستان آستانه اشرفیه ۵ کیلومتر فاصله دارد. در غرب آن روستای چولاب و در شرق آن روستای تازه آباد و در شمال آن روستای فشتم و در جنوب آن رودخانه سفیدرود قرار گرفته‌است.

## مشخصات
طول جغرافیائی آن ۴۹٫۸۷۹ و عرض جغرافیائی آن ۳۷٫۲۶۵ است. جمعیت آن در حدود ۱۵۰۰ نفر می‌باشد.
شغل اکثر مردم کشاورزی بوده و انواع محصولات مرغوب کشاورزی از قبیل برنج مرغوب هاشمی و بادام زمینی و… کشت می‌شود.